# 越水站
越水站（日语：／ Koshimizu eki */?）是位于青森县津轻市森田町大館，屬於东日本旅客铁道（JR東日本）五能线的鐵路車站。

## 历史
- 1954年11月20日 - 车站投入运营[1]。
- 1987年4月1日 - 国铁分割民营化后成为JR东日本车站。

## 车站结构
本站為侧式站台1台1线的地上车站，月台呈彎月形。本站是由五所川原站管理的无人车站，月台上设有简易候车处。

## 相邻车站
東日本旅客铁道
■五能线
□快速（仅限上行）、■普通
鸣泽－越水－陆奥森田